# Clint Peay
Clint Peay (Columbia, 16 settembre 1973) è un allenatore di calcio ed ex calciatore statunitense, di ruolo difensore.